# Orešje (Słowenia)
Orešje – wieś w Słowenii, w gminie Šmarješke Toplice. W 2018 roku liczyła 178 mieszkańców.